# Jugoslávská liga ledního hokeje 1960/1961
Sezóna 1960/1961 byla 19. sezónou Jugoslávské ligy ledního hokeje. Vítězem se stal tým HK Jesenice. Turnaj se konal ve dnech 7. ledna až 17. února 1961.

## Konečná tabulka
1. HK Jesenice
2. HK Partizan
3. HK Crvena Zvezda Bělehrad
4. HK Ljubljana
5. OHK Bělehrad
6. SD Zagreb